# My Bubba
My Bubba är en svensk/isländsk duo vars musik kan beskrivas som minimalistisk, vokalorienterad folkmusik.Texterna är lekfulla och sången är känslig och avväpnande. 
Grundare och nuvarande medlemmar är My Larsdotter från Sverige och Guðbjörg (Bubba) Tómasdóttir från Island. Bubba spelar gitarr och My spelar en norsk cittra. Båda sjunger.
My Bubba började som trion My bubba & Mi. Deras debutalbum How it's done in Italy släpptes 2010.
Skivan Goes Abroader som släpptes 2014 spelades in i Seahorse Sound Studios och House of Blues Studios i Los Angeles. Duon arbetade med Noah Georgeson som tidigare producerat album för Joanna Newsom och Devendra Banhart.
År 2016 kom Big Bad Good som spelades in samtidigt som låtarna skrevs i producenten Shahzad Ismailys studio, Figur 8 Recording. Det var ett försök att "fånga den oförfinade intimiteten i en nyskriven låt". Albumet släpptes på duons eget skivbolag Cash Only.

## Tidiga år
My och Bubba träffades av en slump i Köpenhamn. Bubba svarade på en annons om att hyra rum i Mys lägenhet. De började sjunga tillsammans samma dag som hon flyttade in. Kort därefter bjöds de in till Italien för att turnera och avslutade med att spela in sitt första album How it's done in Italy.

## Turnéer
Gruppen har turnerat i Europa och USA med bland andra Damien Rice och Matthew E. White. 2014 uppträdde de på Roskildefestivalen. De har också spelat på festivaler som Iceland Airwaves, Copenhagen Jazz Festival, CMJ, Pickathon, Americana Fest och Woodford Folk Festival 2017/18.

## Diskografi
- 2017: My Bubba & Elsa Sjunger Visor // Sing Swedish Songs
- 2017: Gone/You're gonna make me lonesome when you go (Third Man Blue Series Single)
- 2016: Big Bad Good
- 2014: Goes Abroader
- 2011: Wild & You (EP)
- 2011: Bob (singel)
- 2010: How it’s Done in Italy

## Tidigare medlemmar
- Mia Olsen

## Samarbeten
- Elsa Håkansson